# Saint-Parthem
Saint-Parthem é uma comuna francesa na região administrativa de Occitânia, no departamento de Aveyron. Estende-se por uma área de 20,43 km². Em 2010 a comuna tinha 415 habitantes (densidade: 20,3 hab./km²).